# Truss rod

Sezione del manico di una chitarra in cui è evidenziata la truss rod.

La truss rod (termine a volte tradotto con anima) è una barra inserita all'interno del manico di chitarre, chitarre basso ed altri strumenti musicali a corde metalliche, atta a contrastare la tensione generata dalle corde stesse e le possibili deformazioni dei legni dovute a cambiamenti di umidità e temperatura.
Generalmente viene realizzata in acciaio o in grafite. La tensione può essere regolata mediante una vite (solitamente con testa a brugola o a stella) sistemata a una delle due estremità del manico, alla paletta o alla fine della tastiera; in qualche caso è possibile agire su entrambe le estremità per mezzo di una seconda vite. In alcuni strumenti inoltre, generalmente bassi elettrici a 5 o più corde o chitarre a 12 corde, ne sono presenti due.
Il primo brevetto su una truss rod fu presentato nel 1921 da Thaddeus McHugh, che lavorava presso il costruttore di chitarre Gibson, sebbene l'idea concettuale di un'anima nel manico risalga a brevetti del 1908.

## Applicazione

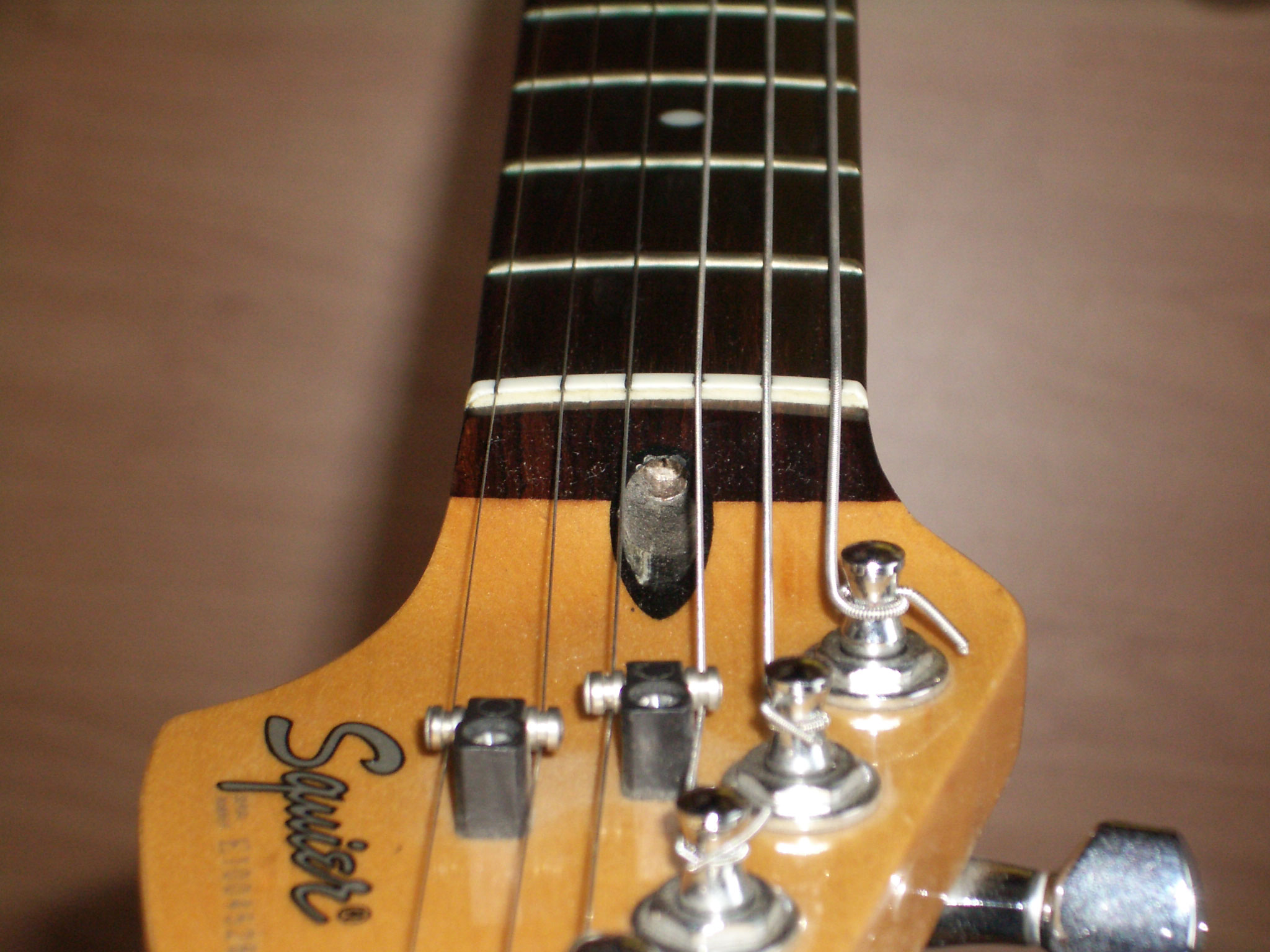
Vite di regolazione della truss rod alla paletta di una Squier.

Quando la truss rod è allentata (cioè mossa verso il corpo della chitarra), consente al manico di piegarsi leggermente in reazione alla tensione delle corde.
Quando invece è irrigidita (cioè mossa verso la paletta della chitarra), la truss rod tende a rettificare il manico, opponendo resistenza alla tensione delle corde.
È desiderabile che un manico di chitarra abbia una leggera concavità (in inglese tradotta con relief) in modo tale che si possa ottenere una action sufficientemente bassa nelle posizioni alte della tastiera ed allo stesso tempo si riesca a far suonare le note in modo pulito nelle posizioni più basse. Tuttavia, una action ottimizzata per favorire le posizioni più alte riduce l'efficacia dello spostamento delle sellette del ponte nell'equalizzare l'intonazione delle ottave.
La concavità del manico ottenuta mediante la trazione della truss rod concorre assieme all'altezza del ponte a caratterizzare la suonabilità dello strumento, tanto che i due elementi vanno preferibilmente regolati insieme. Troppa tensione rende il manico convesso, molto rigido e scomodo nelle basse posizioni, mentre al contrario troppo relief rende il manico "molle", riduce la precisione dell'accordatura e può provocare ronzii dovute allo sfregamento delle corde contro i tasti.
Le truss rod sono richieste per strumenti che montano corde d'acciaio, per via dell'alta tensione che provoca la loro accordatura, quindi principalmente per chitarre acustiche ed elettriche e per gli altri strumenti della famiglia. La mancanza della truss rod in questi strumenti porterebbe inevitabilmente il manico della chitarra a piegarsi gradualmente in avanti a causa della tensione delle corde. La truss rod non è invece normalmente richiesta su strumenti con tensioni delle corde più basse, come nella chitarra classica, che usa corde di nylon, e negli strumenti ad arco.
Le truss rod consentono anche l'utilizzo di materiali meno rigidi per la costruzione del manico, come qualità più economiche di legno o compensati, senza che la capacità del manico di sostenere la tensione delle corde sia compromessa. Il manico può essere inoltre reso più sottile, il che apporta vantaggi alla suonabilità.
Nel brevetto del 1923, la possibilità di scegliere materiali più economici per il manico fu presentata come uno dei vantaggi del truss rod. Prima della sua introduzione, il manico veniva costruito con legni molto rigidi e la concavità era ottenuta mediante piallatura della tastiera. Oltre a richiedere un'estrema precisione nel prevedere l'escursione che le corde avrebbero portato, lo strumento diventava estremamente sensibile alle condizioni ambientali. La presenza della truss rod è oramai considerata imprescindibile, in quanto in grado di conferire al manico al contempo robustezza e flessibilità nell'aggiustamento dello strumento verso le esigenze di chi lo suona.

## Costruzione ed action
Le truss rod sono spesso realizzate in acciaio, a volte in grafite o altri materiali. 
La truss rod può essere regolata per compensare dilatazioni e contrazioni sul legno del manico dovute a variazioni di umidità e temperatura o variazioni nel tensionamento delle corde. La tensione di una singola corda accordata all'intonazione corretta cresce infatti all'aumentare del calibro della corda stessa.
In genere, la truss rod di uno strumento nuovo è regolata dal produttore prima della messa in commercio. Non si tratta di una regolazione raccomandata all'utilizzatore inesperto, poiché una regolazione errata o avventata può deformare irrimediabilmente il manico o addirittura romperlo. Tuttavia si rende necessaria ogniqualvolta su una chitarra si decida di montare corde con scalatura diversa dalla precedente, o se si pianifica di suonare uno strumento per lunghi periodi con accordature non convenzionali. Per questo motivo, un chitarrista esperto dovrebbe avere nel suo bagaglio di competenze l'aggiustamento accurato della curvatura del manico, sebbene l'intervento del liutaio possa essere sempre risolutivo.
Regolando in senso orario si aumenta la tensione della truss rod in contrapposizione alla tensione delle corde, che provoca la progressiva rettificazione del manico fino eventualmente ad un'inarcatura all'indietro. 
In senso antiorario si allenta la truss rod, lasciando che la tensione delle corde agisca sul manico, creando concavità e una maggiore action nella parte medio alta del manico.
Alcune chitarre, come le Rickenbacker, specialmente i modelli a 12 corde, montano due truss rod che si rendono necessari per la maggiore trazione a cui è sottoposto il manico. Inoltre conferiscono una maggiore stabilità e una minore sensibilità a variazioni climatiche. 
La regolazione presenta maggiori difficoltà rispetto alla singolo truss rod.